# Electronic
Electronic foi uma dupla musical britânica formada em Manchester, Reino Unido por Bernard Sumner, vocalista do New Order e Johnny Marr, ex-guitarrista do The Smiths. Logo depois do rompimento da banda, em 1987, foi membro oficial do Electronic. O projeto contou com uma extensa colaboração do duo Pet Shop Boys, principalmente vindo de Neil Tennant, vocalista da banda. Contaram também em algumas de suas faixas com a colaboração de Karl Bartos, percussionista do grupo alemão de música synth-pop e eletrônico Kraftwerk. Electronic esteve em atividade entre 1988 e 1999. Atualmente está em hiato, sem previsão de retorno.

## Discografia

### Álbuns de estúdio
- 1991 : Electronic
- 1996 : Raise the Pressure
- 1999 : Twisted Tenderness

### Compilações
- 2006: Get the Message – The Best of Electronic

Contaram, em algumas de suas faixas, com a colaboração de outros artistas consagrados, como o vocalista da dupla britânica de synthpop Pet Shop Boys, Neil Tennant e Karl Bartos, do grupo alemão de música eletrônica Kraftwerk.